# Martina Vozza
Martina Vozza (Monfalcone, 3 aprile 2004) è una sciatrice alpina italiana.

## Carriera sportiva
Sciatrice alpina paralimpica ipovedente a causa di albinismo oculocutaneo,, Martina Vozza ha fatto il suo debutto ai Campionati mondiali di sci alpino paralimpico 2021 svoltisi a Lillehammer, in Norvegia, dove ha vinto la medaglia di bronzo nello slalom, insieme alla guida Ylenia Sabidussi. Si è così qualificata per competere alle Paralimpiadi invernali del 2022 svoltasi a Pechino, in Cina, dove è stata l'atleta azzurra più giovane. Ai Mondiali di Espot 2023 ha vinto la medaglia d’argento nella discesa libera e nel supergigante; in quella stessa stagione 2022-2023 in Coppa del Mondo ha vinto la classifica di supergigante e si è piazzata 4ª in quella generale, 3ª in quella di discesa libera e 4ª in quella di slalom gigante. Nella stagione 2024-2025 in Coppa del Mondo ha vinto la classifica di discesa libera.

## Palmares

### Mondiali
- 3 medaglie:
  - 2 argenti (discesa libera, supergigante a Espot 2023)
  - 1 bronzo (slalom speciale a Lillehammer 2021)